# Cohiba (singolo)
Cohiba è un brano musicale scritto ed interpretato da Daniele Silvestri ed è il terzo singolo estratto dall'album Il dado, benché quello di maggior impatto mediatico. La canzone è un tributo a Che Guevara.
Dopo la sua uscita in disco singolo, è stato pubblicato un CD di remix del brano.

## Tracce
12" Remix
1. Cohiba (Club Mix) – 6:31
2. Cohiba – 4:44
3. Cohiba (Denny Remix) – 4:52
4. Cohiba – 4:09